# Reuben Lindsay Walker
Reuben Lindsay Walker (29 mei 1827 – 7 juni 1890) was een brigadegeneraal in het Confederate States Army tijdens de Amerikaanse Burgeroorlog. Hij diende bij de artillerie.

## Vroege jaren
Walker werd geboren op 29 mei 1827 in Logan Village, Albemarle County, Virginia. In 1845 studeerde hij af aan het Virginia Military Institute. Met dit diploma op zak kon hij aan de slag als ingenieur.

## De Amerikaanse Burgeroorlog
Bij het uitbreken van de oorlog nam Walker het bevel op zich van de Purcell Artillery. Na zijn deelname aan de Eerste Slag bij Bull Run werd hij bevelhebber van de artillerie onder generaal A.P. Hill. Lindsay Walker zou deelnemen al vrijwel alle veldslagen van het Army of Northern Virginia. De Zevendagenslag was hierop de uitzondering omdat hij wegens ziekte afwezig was. Hij had het bevel over de artillerie van Hills lichte divisie tijdens de Slag bij Harpers Ferry en de Slag bij Antietam tijdens de Marylandveldtocht. Toen Powell Hill het bevel over een korps kreeg, werd Walker de algemene bevelhebber van de artillerie van het III korps. Hij was verantwoordelijk voor de reserve-artillerie tijdens de Slag bij Gettysburg. Voor de rest van de oorlog bleef Walker de bevelhebber van de artillerie van het III korps zoals tijdens de Overlandveldtocht en de Richmond-Petersburgveldtocht. Walker zou deelnemen aan 63 veldslagen en schermutselingen. Op 18 februari 1865 werd hij bevorderd tot brigadegeneraal.

## Latere jaren
Na de oorlog vestigde Walker zich in Selma, Alabama. Daar was hij de directeur van de Marine & Selma Railroad. In 1876 keerde hij terug naar Virginia. Daar werkte hij als ingenieur voor de Richmond and Alleghany Railroad. Hij was ook verantwoordelijk voor de bouw van de staatsgevangenis in Virginia en het Texas State Capitol gebouw, het senaatsgebouw van Texas.
Walker stierf op 7 juni 1890 in Fluvanna County, Virginia. Hij werd bijgezet in Hollywood Cemetery, Richmond, Virginia.